# ParaWorld
ParaWorld — відеогра жанру стратегії в реальному часі, розроблена німецькою компанією SEK і видана компаніями Aspyr і Sunflowers 15 вересня 2006 року.
Дія гри відбувається в паралельному світі, де люди живуть порід з динозаврами та іншими, вимерлими в нашому світі, істотами.

## Ігровий процес

### Основи
ParaWorld подібна на ігри серії Age of Empires. У реальному часі гравець добуває ресурси, розбудовує селища, і наймає війська для перемоги над противником. Підконтрольний народ переходить з «епохи» у «епоху», відкриваючи нові війська та будівлі.
Основою бази є міський центр. Там замовляються робітники і відбувається перехід до нової епохи. Кожна епоха додає нові будівлі, війська, і вдосконалення для них. Міський центр також є основним складом ресурсів. Ресурсів є три: їжа, дерево, і камінь. Камінь добувається в спеціальних «купах каменів», дерево — в лісах, їжа — від полювання, збирання ягід, риболовлі і створенням полів (або боєнь). Збирання ресурсів, будівництво і ремонт виконуються робітниками. Усі сховища збільшують максимально можливу кількість ресурсів, при досягненні якої вони більше не додаватимуться, а робітники припинять роботу.
Отриманий за битви досвід виражається в черепах і є загальним для всієї армії. Гравець потім розподіляє його на найм героїв, підвищення рівня інших воїнів, та вивчення вдосконалень. Всього є 5 рівнів, причому є обмеження на бійців кожного рівня. Так, наприклад, п'ятого може досягти тільки один. При підвищенні рівня бійці лікуються, декотрі відпочатку мають визначений рівень. Звільнити непотрібні війська неможливо.
Крім звичайних військ доступні герої, яких разом є 9. Всі вони доступні кожній з рас і наймаються в таверні. Ціна найму кожного наступного героя збільшується, хоча початково вони коштують однаково.
Крім різних видів одиночної гри Paraworld дає гравцям можливість зіграти один з одним по локальній мережі або Інтернету. В мережевій грі можуть брати участь одночасно до восьми гравців. Кожен обирає героїв, плем'я, та створє військо відповідно до вподобаної тактики. Також можна вибрати одну з готових армій: збалансовану, оборонну, або штурмову.

### Ігрові раси
Мешканці півночі (англ. Norsemen) — це сильний і войовничий народ, який колись прибув у ПараСвіт з півночі Європи. Його війська в більшості повільні, проте потужні та добре захищені. Вони здатні отримувати додатковий захист проти дистанційної зброї, але при цьому швидкість і захист в ближньому бою зменшується.
Пустельники (англ. Dustriders) — вихідці з африканських племен, котрі досягли великих успіхів у прирученні диких тварин. Пустельники ведуть кочовий спосіб життя і тому володіють легкими наметами як будівлями, а багато військ можуть виконувати декілька функцій. Зміна функціональності вимагає часу і ресурсів. Пустельник зовсім не мають машин та рідко використовують броню.
Клан Дракона (англ. Dragon Clan) — народ, який походить з Азії, що полюбляє механізми. Він покладається на пастки і дистанційний бій. У Клану Дракона є кілька засобів, за допомогою яких він може приховувати або маскувати власні війська.
ТТАН (Товариство Точних Альтернативних Наук) — організація нашого світу, яка намагається захопити ПараСвіт і встановити свою владу над власним. ТТАН є ворогом за замовчуванням і управляється тільки комп'ютером. Ця група людей зуміла розвинути технології, обмежені умовами паралельного світу і, на відміну від місцевих племен, воліють будувати потужні машини.
ТТАН вміють передбачити появу проходів у паралельний світ, які використовують у своїх цілях. Через відсутність електрики і нестабільності синтетичних матеріалів в новому світі, ТТАН послуговується паровими двигунами.

## Сюжет
В XIX столітті група вчених під проводом Джарвіса Беббіджа знаходять спосіб переміщення в інший вимір — ПараСвіт, де динозаври і примітивні люди живуть поряд, не старіючи, а електрики не існує. Пізніше вони вирішують захопити владу в обох світах. В наш час група вчених також виявляють ПараСвіт: американський геолог Ентоні Коул, біолог Стіна Хольмланд зі Швеції, і угорський фізик Бела Андреас Бенедек. Дізнавшись про це, Беббідж намагається схопити їх, щоб не дати їм розголосити цю інформацію в нашому світі.
Вночі наближена Беббіджа, Ада, радить друзям терміново тікати. Вона, Коул, Стіна і Бела сідають на корабель і відпливають з острова, проте корабель потрапляє в шторм. Коул зривається в море, після чого виявляє себе на іншому острові, населеному Північним народом та динозаврами. Він допомагає аборигенам впоратися з варварами і відшукує Белу, а потім і решту вчених. Бела заявляє, що вони опинилися в іншому світі. Місцевий житель рекомендує навідатися до друїда, котрий зможе пояснити де вони опинилися.
Коул, Стіна і Бела припливають на острів друїда. Той розуміє, що вони прибульці з іншого світу, проте не має часу допомагати, оскільки повинен захищати священний гай від Пустельників. Після посильної допомоги, друїд спрямовує героїв на південь, в пустельні землі. Вони зустрічають дирижабль, чоловік з якого, Ларі, представляється торговцем і просить визволити свого брата з полону амазонок. За підтримки Пустельників, їм вдається виконати завдання і Ларі перевозить їх далі, як наказав друїд. Несподівано відбувається сильний вибух вулкана, що сіє хаос на острові. Стіна припускає, що Вища рада Пустельників допоможе знайти вченим дорогу додому.
Герої дістаються до Священного міста, але воно виявляється розорене піратами. Попри бої, пірати викрадають чимало людей і тікають. Вчені, слідуючи за ними, припливають на новий острів. Вони вирішують облаштувати табір для створення великої армії. Після визволення викрадених, Вища рада розповідає про пророцтво, за яким в час великої біди прийдуть ті, хто врятує цей світ. Такими вона вважає саме цих вчених і відправляє їх у Водний храм для випробування.
Вони повертають з допомогою механізмів храму воду в пустелю, і знайомляться з Миколою Тасловим — ученим, котрий розповідає про плани ТТАН. Далі герої вирушають в засніжений край разом з археологом Хайнріхом Клеманом, де стикають з магією Північного народу. Несподівано Клеман, спокушений силою реліквії, захоплює її і тікає, проте його зупиняють. Після випробування у Валгаллі, герої потрапляють в джунглі, де повинні відшукати одного з пророків. Пробираючись через джунглі, вони зустрічають Клан Дракона. Герої знаходять літак, будують трамплін для йогго зльоту, але група літаючих рептилій пошкоджує його. Вони натрапляють на біолога Джеймса Вордена, разом з яким намагаються знайти пророка. Коли спільними силами місцева база ТТАН знищена, герої заходять в храм, де замість пророка виявляється Девіда Лейтона з ТТАН. Впоравшись з ним, вчені звинувачують Пусткльників в обмані. Вища рада приймає рішення — герої повинні довести свою правоту в бою на арені.
Після здобуття перемоги, у Бели виникає план знайти прохід в рідний світ за зірками. Для цього вона з друзями знаходить вежу з телескопом, який ремонтує при допомозі Клану Дракона і відбиває напад флоту ТТАН. Але більша частина флоту рухається в бік Священного міста, Коул, Бела і Стін стають на захист. Їм вдається відбити атаки і зруйнувати декілька таборів і навіть головну базу ТТАН. Однак під час битви Девід смертельно ранить Джеймса Вордена.
Стіна, Бела і Коул в гонитві за Девідом прибувають на інший острів. Там вони визволяють з полону Аду, яка знає багато про ТТАН. Ада розповідає їм, що Беббідж хоче назавжди закрити ворота між світами за допомогою величезного двигуна, який побудував на вулкані. При цьому ж буде завдано величезної шкоди екосистемі ПараСвіту. Перешкодивши використанню двигуна, герої добираються до головного штабу ТТАН. Поки Микола Таслов розраховує координати проходу в наш світ, решта захищають його. Герої перемагають Джарвіса і пропонують разом повернутися додому. Однак Джарвіс називає рідний світ зіпсованим та падає в лаву. Бела запускає машину телепортації і відкриває портал. Таслов залишається, аби ввести координати, а герої переносяться в свій світ.